# 深瀬美桜
深瀬 美桜（ふかせ みお、2000年3月30日 - ）は、日本のアイドルプロデューサー、歌手、モデルであり、女性アイドルグループまねきケチャの元メンバーである。かつては担当カラー黄色を務め、属性は雷、まねき獣はコアラであった。身長153cm。茨城県出身。アイドルグループ「Onephony（ワンフォニー）」と「Aivery（アイベリー）」の2つのグループのプロデュースを手掛けている。

## 略歴

### 加入前
- まねきケチャ加入前はKin♡Gin♡Pearlsで約2年間活動していた[2]。

### 2017年
- 2017年11月22日、「ツインテールコンポート2017」内にて、まねきケチャの新メンバーとしてお披露目。加入発表のあと一夜にしてTwitterのフォロワー数が1万人を超えるなど、本格的にステージに立つ前から注目を集めていた[3]。なお、ライブには12月3日より参加[4]。

### 2019年
- 1月12日より、DMMサービス「PlayPic」のCMに出演[5][6]。

### 2022年
- 3月30日、YouTubeの個人チャンネルを開設[7]。
- 5月22日のJAPAN TOUR 2022「招かれロード〜東京 FINAL 公演〜」をもってグループを卒業した[8]。
- 8月9日より、自身がプロデュースする女性アイドルグループのオーディションを開催[9][10]。
- 11月13日に、自身がプロデュースするアイドルの名前をOnephony（ワンフォニー）とTwitterにて発表。また、12月18日に、中野ZERO小ホールにてお披露目公演の開催を発表[11]。
- 11月20日、深瀬美桜公式YouTubeにて、『Canvas』のMVのティザー映像が公開された。[12]。
- 11月23日、深瀬美桜公式YouTubeにて、『Canvas』のMVが公開された[13]。
- 12月18日、自身プロデュースアイドルOnephony（ワンフォニー）デビューライブが中野ZERO小ホールにて開催された。
- 12月19日、深瀬美桜公式YouTubeにて、『Canvas』のMVのメイキングフィルムが公開された[14]。
- 12月22日、深瀬美桜公式YouTubeにて、『恋溶け』のMVのティザー映像が公開された[15]。
- 12月24日、深瀬美桜公式YouTubeにて、『恋溶け』のMVが公開された[16]。

### 2023年
- 3月28日、深瀬美桜公式YouTubeにて、『♡Storage For You』のMVのティザー映像が公開された[17]。
- 3月30日、深瀬美桜公式YouTubeにて、『♡Storage For You』のMVが公開された[18]。
- 4月15日、〜深瀬美桜生誕祭〜in品川グランドホールを開催。

### 2025年
- 1月31日、アイドルグループオーディション第2弾を開催すると発表
- 6月27日、プロデュースアイドル第2弾は 『 𝐀𝐢𝐯𝐞𝐫𝐲 ( アイベリー ) 』となる事を発表

すると発表
- 7月19日、『 𝐀𝐢𝐯𝐞𝐫𝐲 ( アイベリー ) 』デビューライブが渋谷 CLUB QUATTROにて開催。お披露目。

## 人物

### 性格
- 真面目で負けず嫌いな性格である[19]。負けず嫌いに関しては「誰かと競うというより、自分の気持ちと戦っている感じ」だと語っている[20]。
- まねきケチャ時代、一度も仕事を休んだことがない。
- 努力家であり、まねきケチャ加入後約1か月で約20曲の楽曲を覚えた[21]。
- 涙もろく、リアクションがオーバーだと語っている[22]。
- 完璧主義者である。

### 嗜好
- 辛いものが好きであり、辛いラーメンやキムチ鍋をよく食べる。好きなお菓子はカヌレ[23]。バナナジュースも好む[24]。
- 好きなものとして、カメラや香りもの、音楽、洋服を挙げている。
- 好きな場所は家[25]。
- 好きなキャラクターはカビゴン。

### 趣味
- 趣味はInstagramで可愛い子を見つけること、ドラマや映画を鑑賞すること、買い物[26]。
- 写真を撮ることや音楽を聴くこと、アコースティックギターも趣味として挙げている。

### 特技
- 歌やダンスを得意とする[27]。
- 4歳から中学3年生まで器械体操に打ち込んでおり、アクロバットを得意とする[28]。まねきケチャ時代は『ジャンプ』や『招かれチューン』の間奏でアクロバットを披露することがあった。
- 運動神経が優れ、足も速い。
- ベースを弾くことができ、ギターも練習中である[29]。2021年4月3日、自身の生誕祭でギターの弾き語りを披露した。

## 出演

### テレビ番組
- 深夜に発見!新shook感～一度おためしください～（2018年4月8日・15日、テレビ東京）
- 全力坂（2021年7月1日・7日・20日、テレビ朝日）

### テレビCM
- DMM.com「PlayPic」～場所選ばず魅られる篇～（2019年1月12日 - ）

### モデル
- Jamieエーエヌケー（2020年4月17日、Webカタログ公開）
- Jamieエーエヌケー（2020年9月4日、Webカタログ公開）
- AnkRouge（2021年3月5日、Webカタログ公開）
- PEKS CLUB（2021年8月27日、Webカタログ公開）- その後も複数回モデルを務める